# Laubach (Baix Rin)
Laubach (en alsacià Laubàch) és un municipi francès, situat a la regió del Gran Est, al departament del Baix Rin. L'any 2008 tenia 301 habitants.
Forma part del cantó de Reichshoffen, del districte de Haguenau-Wissembourg i de la Comunitat de comunes Sauer-Pechelbronn.

## Demografia
| 1962 | 1968 | 1975 | 1982 | 1990 | 1999 |
| ---- | ---- | ---- | ---- | ---- | ---- |
| 219  | 235  | 232  | 240  | 252  | 275  |

## Administració
| Període   | Identitat           | Partit |
| --------- | ------------------- | ------ |
| 2001-2008 | Jean-Pierre Winling |        |
| 2008-     | Jean-Louis Klipfel  |        |